# Кудравка
Кудравка (пол. Kudrawka) — село в Польщі, у гміні Новий Двур Сокульського повіту Підляського воєводства.
Населення — 142 особи (2011).
У 1975-1998 роках село належало до Білостоцького воєводства.

## Демографія
Демографічна структура станом на 31 березня 2011 року:
|          | Загалом | Допрацездатний вік | Працездатний вік | Постпрацездатний вік |
| -------- | ------- | ------------------ | ---------------- | -------------------- |
| Чоловіки | 73      | 13                 | 50               | 10                   |
| Жінки    | 69      | 14                 | 31               | 24                   |
| Разом    | 142     | 27                 | 81               | 34                   |